# Georg Hallermann
Wilhelm Georg Hallermann (* 30. April 1898 in Hamm; † 14. September 1930) war ein deutscher nationalsozialistischer Politiker. Von 1926 bis 1930 spielte er als Adjutant von Franz Pfeffer von Salomon eine maßgebliche Rolle in der Führung der nationalsozialistischen Parteiarmee, der SA.

## Leben und Tätigkeit
Hallermann trat 1914 in die preußische Armee ein, mit der er am Ersten Weltkrieg teilnahm. Er gehörte zunächst dem Infanterie-Regiment 55 an und später dem Reserve-Infanterie-Regiment 220.
Nach dem Krieg führte er den Rang eines Leutnants a. D. und studierte er Ingenieurwissenschaften. Außerdem nahm er als Angehöriger eines Freikorps an der Niederschlagung des Ruhraufstandes von 1920 teil.
1923 wurde Hallermann erstmals Mitglied der NSDAP. In die 1925 neu gegründeten Partei trat er zum 10. März desselben Jahres ein (Mitgliedsnummer 16.102) und wurde Geschäftsführer des NSDAP-Gaues Westfalen. Von 1926 bis 1930 amtierte er als Adjutant des damaligen Obersten SA-Führers (OSAF), d. h. des Mannes an der Spitze der gesamten SA, Franz Pfeffer von Salomon. Seine Stellung entsprach praktisch der eines Stabschefs, was ihn zum zweithöchsten Funktionär der Obersten SA-Führung in München machte. Als rechte Hand von Pfeffer von Salomon wirkte er an der Reorganisation der SA mit.
Anfang 1930 schied Hallermann krankheitsbedingt aus seiner Stellung in der SA aus, um in Dortmund eine Stellung als Ingenieur anzunehmen. Sein Nachfolger als Adjutant bzw. Stabschef der Obersten SA-Führung wurde Otto Wagener.
Hallermann starb im September 1930. Dem von Hitler verfassten, im Völkischen Beobachter veröffentlichten, Nachruf zufolge, „an den Folgen von Kriegsverletzungen“, wenige Stunden vor dem Bekanntwerden der Ergebnisse der Reichstagswahl vom September 1930. Zur Erinnerung an Hallermann bestimmte Hitler, dass die SA-Standarte XI Dortmund fortan den Namen „Sta[ndarte] XI Hallermann“ führen sollte.
Im März 1933 wurde eine Straße in Dortmund-Mengede in Georg-Hallermann-Straße umbenannt. Am 20. Oktober 1945 erfolgte die Umbenennung in Käthe-Kollwitz-Straße.